# Pelayangan Rambahan
Pelayangan Rambahan is een bestuurslaag in het regentschap Batang Hari van de provincie Jambi, Indonesië. Pelayangan Rambahan telt 1326 inwoners (volkstelling 2010).